# Gârbovi, Ialomița
Gârbovi este o comună în județul Ialomița, Muntenia, România, formată numai din satul de reședință cu același nume.

## Așezare
Comuna se află în nord-vestul județului, la limita cu județul Buzău. Este străbătută de șoseaua județeană DJ203B, care o leagă spre sud de Manasia (unde se termină în DN2A) și spre est de Valea Măcrișului și Grindu. La Gârbovi, din această șosea se ramifică șoseaua județeană DJ203I, care duce spre nord-est în județul Buzău la Glodeanu-Siliștea, Scutelnici, Pogoanele (unde se intersectează cu DN2C), Luciu și Cilibia (unde se termină în DN2B).
Prin comună trece și calea ferată Urziceni–Făurei, pe care este deservită de stația Gârbovi.

## Demografie
Componența etnică a comunei Gârbovi
     Români (95,22%)
     Alte etnii (4,78%)
Componența confesională a comunei Gârbovi
     Ortodocși (95,25%)
     Alte religii (0,29%)
     Necunoscută (4,46%)
Conform recensământului efectuat în 2021, populația comunei Gârbovi se ridică la 3.434 de locuitori, în scădere față de recensământul anterior din 2011, când fuseseră înregistrați 3.958 de locuitori. Majoritatea locuitorilor sunt români (95,22%). Din punct de vedere confesional, majoritatea locuitorilor sunt ortodocși (95,25%), iar pentru 4,46% nu se cunoaște apartenența confesională.

## Politică și administrație
Comuna Gârbovi este administrată de un primar și un consiliu local compus din 13 consilieri. Primarul, Vasile Popa[*], de la Uniunea Salvați România, este în funcție din octombrie 2020. Începând cu alegerile locale din 2024, consiliul local are următoarea componență pe partide politice:
|  | Partid                          | Consilieri | Componența Consiliului | Componența Consiliului | Componența Consiliului | Componența Consiliului | Componența Consiliului | Componența Consiliului | Componența Consiliului |
|  | ------------------------------- | ---------- | ---------------------- | ---------------------- | ---------------------- | ---------------------- | ---------------------- | ---------------------- | ---------------------- |
|  | Uniunea Salvați România         | 7          |                        |                        |                        |                        |                        |                        |                        |
|  | Partidul Social Democrat        | 3          |                        |                        |                        |                        |                        |                        |                        |
|  | Partidul Național Liberal       | 2          |                        |                        |                        |                        |                        |                        |                        |
|  | Alianța pentru Unirea Românilor | 1          |                        |                        |                        |                        |                        |                        |                        |

## Istorie
La sfârșitul secolului al XIX-lea, comuna făcea parte din plasa Câmpul a județului Ialomița și era formată din satele Gârbovi și Bozianca, cu o populație de 2659 de locuitori. În comună funcționau o biserică și trei școli — una mixtă la Bozianca, una de băieți și una de fete la Gârbovi, având în total 110 elevi (dintre care 25 de fete). În 1925, Anuarul Socec consemnează comuna cu satele Gârbovi și Ciocârlia în plasa Urziceni a aceluiași județ și având o populație de 3885 de locuitori.
În 1950, comuna a trecut în administrarea raionului Urziceni din regiunea Ialomița, apoi (după 1952) din regiunea Ploiești și (după 1956) din regiunea București. În 1968, comuna a fost transferată județului Ilfov, rămânând doar cu satul de reședință. În 1981, după o reorganizare administrativă regională, ea a revenit la județul Ialomița.